# Regeneración (Colombia)

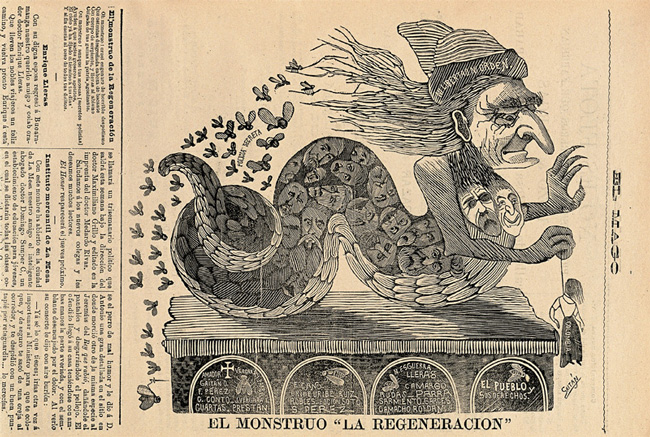
El monstruo, la Regeneración. Caricatura satírica a los puntos débiles del movimiento, El dragón con la cara de Sanclemente, en cuyo pecho penden dos cabezas: la de Marroquín (la tragedia) y otra no identificada (la risa). El monstruo sostiene una cuerda de la que pende ahorcada una mujer, Colombia. Las caras de Núñez y de otros personajes se encuentran impresas en su cuerpo a manera de escamas. Un enjambre de abejas —la Policía secreta— sigue al monstruo que está sobre un sarcófago que contiene cuatro lápidas donde están inscritos nombres de las víctimas de la persecución del Gobierno.

La regeneración fue un movimiento político surgido en Colombia en la segunda mitad del siglo xix, liderado por  Rafael Núñez. Su objetivo era cambiar la organización que tenía el gobierno y la sociedad colombiana. A partir de lo establecido por la Constitución de 1863, con la que habían creado los Estados Unidos de Colombia y que convirtió al país en una república federal. El lema de la regeneración fue "Una Nación, un pueblo, un Dios". 
El movimiento regenerador estaba conformado por los conservadores y los liberales moderados, en oposición a los liberales radicales, que ostentaban el poder. La situación del país era caótica, y tras la guerra civil de 1876 el presidente Aquileo Parra fue el último mandatario perteneciente al llamado "Olimpo Radical". A este le sucedió en la presidencia el general Julián Trujillo, en 1878, que venía de triunfar en la guerra por la facción liberal moderada. Núñez era en ese momento el presidente del Congreso y en la ceremonia de posesión del cargo de Trujillo, el 1 de abril de 1878, pronunció un discurso en el que incluyó la frase que trazó el destino de los cambios que se iban a dar: Hemos llegado a un punto en que estamos confrontando este preciso dilema: regeneración administrativa fundamental o catástrofe.

## Antecedentes

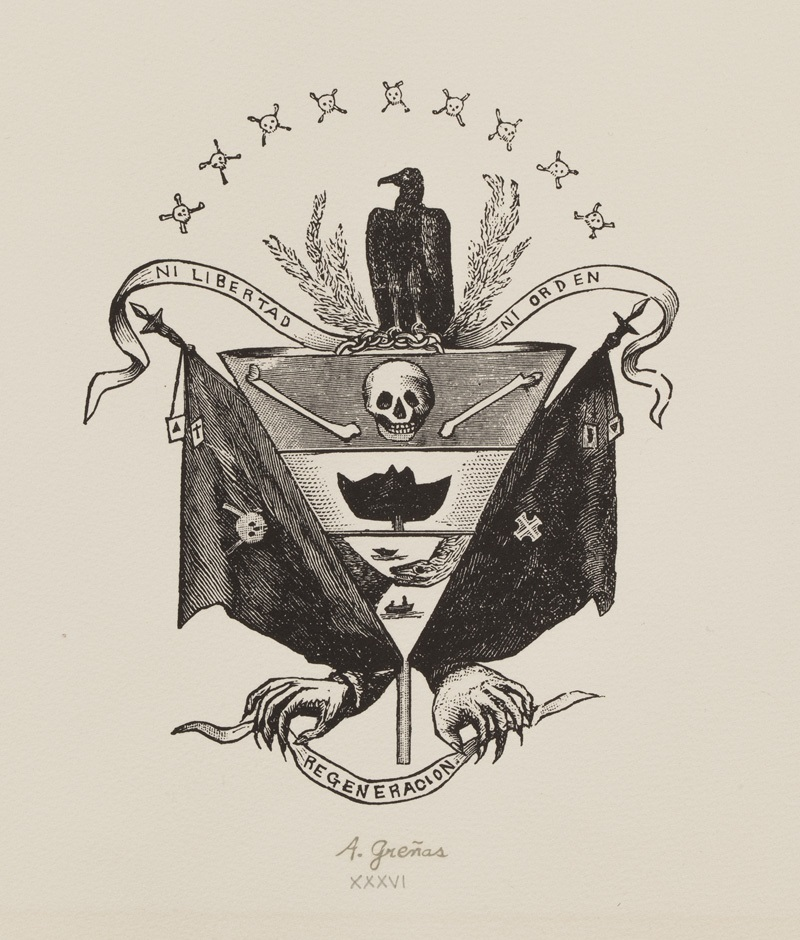
La Regeneración, según sus opositores; hecho por Alfredo Greñas.

Desde 1858, Colombia era una república federal, primero bajo el nombre de Confederación Granadina y después como Estados Unidos de Colombia, regida por sendas constituciones de corte federalista. La Constitución de 1863, aplicó de manera extrema los principios liberales. Concedió autonomía a los estados, otorgó libertades de prensa, empresa, asociación, porte y comercio de armas, movilización hacia dentro y fuera del país. y proclamó un estado laico, a lo cual se opuso la Iglesia católica. También la constitución abolió la pena de muerte y redujo el poder de la rama ejecutiva, limitando el período presidencial a dos años y otorgándole la mayoría de facultades de gobierno al Congreso.
En ese período se produjeron avances en cuanto a la educación, incluyendo la creación de la Universidad Nacional de Colombia, en 1867, la expansión de la infraestructura de transporte (ferrocarriles) y de las comunicaciones por telégrafo,.
Desde su fundación como república e incluso hasta la época moderna, la falta de comunicaciones entre regiones y la pobreza relativa del país que impedía crear un ejército nacional convencional fuerte generó un forcejeo violento por el poder local que significó nueve guerras civiles de Colombia que abarcaron todo el país. Las frecuentes guerras civiles entre los estados y la ausencia de un poder central condujeron a la anarquía, y en últimas, a la división del liberalismo en dos bandos prácticamente irreconciliables: los radicales (integrados por la clase alta, dueña de los altos cargos del gobierno) y los moderados e independientes (compuestos por algunos expresidentes, congresistas, intelectuales, la clase media, los comerciantes y literatos). Entre los radicales estaban Tomás Cipriano de Mosquera, Manuel Murillo Toro, Aquileo Parra, Santiago Pérez Manosalva, Eustorgio Salgar, Santos Gutiérrez y Santos Acosta, y entre los moderados e independientes figuraban José Eusebio Otálora, Julián Trujillo, Francisco Javier Zaldúa, Eliseo Payán, Miguel Samper, José María Campo Serrano, y el propio Rafael Núñez.
Una vez en ejercicio del poder, el movimiento regenerador impulsó una serie de reformas que finalmente dieron como resultado la convocatoria a una asamblea de delegados para redactar una nueva carta política. El 8 de agosto de 1885, Núñez declaró en un discurso desde el balcón del Palacio de San Carlos, que la Constitución de 1863 había dejado de existir.
La Regeneración estableció las bases para el regreso a un modelo de estado proteccionista, en el que el gobierno central, nuevamente dotado de amplios poderes de los que había sido privado en la Carta Magna de Rionegro, era el responsable de la política económica del país en materia de importación y exportación, así como del control bancario (con la creación del Banco Nacional, predecesor del Banco de la República), y el establecimiento de impuestos y/o aranceles.
En materia administrativa, los estados se convirtieron en departamentos, intendencias y comisarías, regidos desde la capital, con gobernadores, alcaldes, e intendentes nombrados por el presidente, y del sistema federal se pasó al centralismo y a un régimen unitario. El período presidencial se aumentó a seis años, y se dotó de toda clase de facultades al poder ejecutivo, convirtiendo al presidente casi en un monarca absoluto. La pena de muerte fue restablecida, y tuvo plena vigencia hasta la reforma constitucional de 1910.
Aunque se reconoció la libertad de cultos, Núñez afirmó que "la tolerancia religiosa no excluye el reconocimiento del hecho evidente del predominio de las creencias católicas en el pueblo colombiano. Toda acción del gobierno que pretenda contradecir ese hecho elemental, encallará necesariamente como ha encallado en efecto entre nosotros y en todos los países de condiciones semejantes...". Por lo tanto, se restablecieron los privilegios y bienes incautados de los que gozaba la Iglesia católica. Regresaron al país las comunidades que habían sido expulsadas; además, se le encargó al clero la labor de impartir la educación, teniendo los obispos la potestad para elegir los manuales de uso en las escuelas públicas y de expulsar a los profesores que no fuesen de su agrado. Las relaciones entre Iglesia y Estado fueron reguladas a través del Concordato, firmado en 1887.
La oposición a los regeneradores fue a ultranza, y desencadenó la guerra civil de 1884. En la prensa anti regeneracionista, fue famosa una versión a manera de burla del escudo de Colombia, en el que el lema tradicional de "Libertad y Orden", fue cambiado por "Ni Libertad, ni Orden". El cóndor fue sustituido por un gallinazo; la granada por una calavera; las cornucopias, por dos húmeros; el gorro frigio, por un sombrero pirata; y la imagen del Istmo de Panamá, cambiada por un monstruo devorando dos barcos. Incluso, dentro de la Regeneración no había uniformidad. Por el contrario, hubo dos corrientes de pensamiento opuestas: la liderada por José María Samper (y por Núñez, tras bambalinas), que propendía por un estado fuerte, pero sin menoscabar las libertades individuales, y por el otro la de Miguel Antonio Caro, que quería un régimen más autoritario, conservador y clerical. Esta última terminó imponiéndose.

## La Constitución de 1886

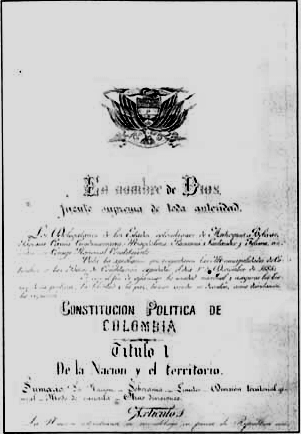
Constitución de 1886.

La nueva Constitución, promulgada el 5 de agosto de 1886, fue la obra máxima de la Regeneración. Sin embargo, al haber prevalecido en su redacción las tesis autoritarias de Caro sobre las más democráticas de Núñez, este se mostró insatisfecho con la nueva Carta y se retiró de la presidencia en abril para no tener que firmarla como mandatario. José María Campo Serrano fue el encargado de ponerla en vigencia.
A pesar de que Rafael Núñez reasumió como presidente unos meses más tarde, la labor de aplicar la Regeneración plasmada en la nueva Constitución recayó sobre todo en Miguel Antonio Caro, con decretos como la "ley de los caballos". La subsiguiente ola de destierros, confinamientos a opositores y una persecución en contra de la prensa, consolidaron al conservatismo en el gobierno y sacó prácticamente al liberalismo de la escena política durante los siguientes 45 años, en lo que se conoció como la Hegemonía conservadora.